# Metopidiothrix layang
Metopidiothrix layang är en mångfotingart som beskrevs av Shear 2002. Metopidiothrix layang ingår i släktet Metopidiothrix och familjen Metopidiotrichidae. Inga underarter finns listade i Catalogue of Life.